# 康佩勒
康佩勒（法語：Campel，法語發音：[kɑ̃pɛl]）是法国伊勒-维莱讷省的一个旧市镇，位于该省西南部，属于勒东区。2017年1月1日，康佩勒和相邻的布列塔尼地区莫尔合并为新市镇瓦勒达纳斯特（Val d'Anast）。

## 地理
康佩勒（47°56'11"N, 2°0'35"W）面积11.1 平方千米，位于法国布列塔尼大區伊勒-维莱讷省，该省份为法国西北部沿海省份，位于布列塔尼半岛东部，北濒大西洋，西接阿摩尔滨海省和莫尔比昂省，南至大西洋卢瓦尔省，西南端接曼恩-卢瓦尔省，东临马耶讷省，东北与芒什省接壤。
与康佩勒接壤的市镇（或旧市镇、城区）包括：马克桑、博韦勒、布列塔尼地区莫尔。
康佩勒的时区为UTC+01:00、UTC+02:00（夏令时）。

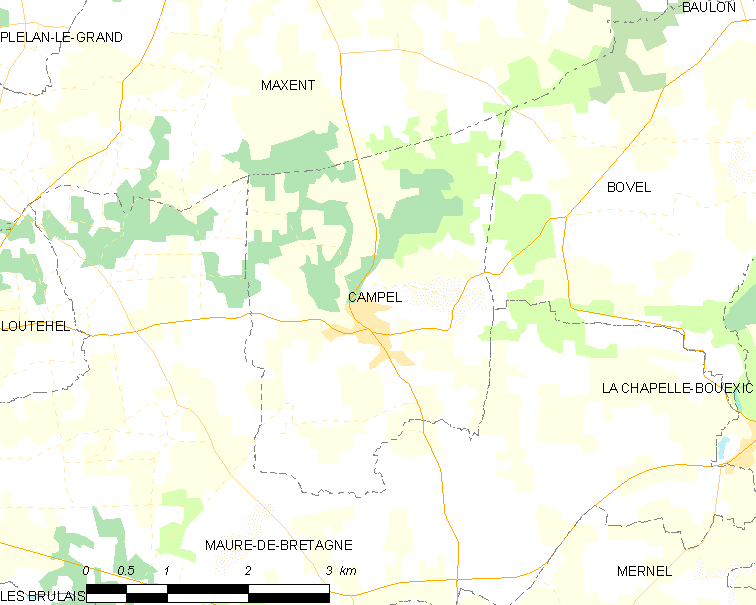
康佩勒的OSM定位图

## 行政
康佩勒的邮政编码为35330，INSEE市镇编码为35048。

## 政治
康佩勒所属的省级选区为吉尚县。

## 人口

1962-2008年间康佩勒人口变化图示

康佩勒于2018年1月1日时的人口数量为458人。